# Justicia stereostachya
Justicia stereostachya är en akantusväxtart som beskrevs av Emery Clarence Leonard. Justicia stereostachya ingår i släktet Justicia och familjen akantusväxter. Inga underarter finns listade i Catalogue of Life.